# Ariane Labed
Ariane Labed (Athene, 8 mei 1984) is een Frans actrice en regisseur.

## Biografie
Ariane Labed werd geboren in 1984 in Athene maar heeft Franse ouders. Ze bracht haar eerste zes levensjaren door in Athene en woonde vervolgens zes jaar in Duitsland. Op de leeftijd van twaalf jaar arriveerde ze in Frankrijk en volgde studies aan de Universiteit van Aix-Marseille. Labed was medeoprichter samen met Argyro Chioti, van het theatergezelschap Vasistas en trad op bij het nationaal theater van Griekenland. Toen Labed terugkeerde naar Griekenland sprak ze de taal niet en had de intentie er negen maanden te verblijven. De uitnodiging van Athina Rachel Tsangari om mee te spelen in haar nieuwste film Attenberg in 2010 wijzigde haar plannen. Ze verbleef er drie jaar en leerde de regisseur Yórgos Lánthimos kennen met wie ze huwde en naar Londen verhuisde.

## Filmografie

### Als actrice
| Jaar | Film                     | Speelrol                         | Notitie          |
| ---- | ------------------------ | -------------------------------- | ---------------- |
| 2010 | Attenberg                | Marina                           |                  |
| 2011 | Alps                     | Gymnast                          |                  |
| 2012 | The Capsule              |                                  | Korte film       |
| 2013 | Before Midnight          | Anna                             |                  |
| 2013 | A Place on Earth         | Elena Morin                      |                  |
| 2014 | Magic Men                | Maria                            |                  |
| 2014 | Love Island              | Liliane                          |                  |
| 2014 | Fidelio: Alice's Odyssey | Alice                            |                  |
| 2014 | Intimate Semaphores      | Laurel                           |                  |
| 2014 | La diagonale du fils     |                                  | Korte film       |
| 2015 | The Forbidden Room       | Alicia Warlock / The Chambermaid |                  |
| 2015 | Prejudice                | Caroline                         |                  |
| 2015 | The Lobster              | The Maid                         |                  |
| 2015 | Despite the Night        | Hélène                           |                  |
| 2016 | Seances                  |                                  |                  |
| 2016 | The Stopover             | Aurore                           |                  |
| 2016 | Assassin's Creed         | Maria                            |                  |
| 2016 | Black Mirror             | Catarina                         | tv-serie, 1 afl. |
| 2018 | Mary Magdalene           | Rachel                           |                  |
| 2019 | The Souvenir             | Garance                          |                  |
| 2021 | The Souvenir Part II     | Garance                          | Pre-productie    |
| 2022 | Flux Gourmet             | Lamina Propria                   |                  |
| 2022 | Avant l'effondrement     | Fanny                            |                  |
| 2023 | Le Vourdalak             | Sdenka                           |                  |

### Als regisseur
- 2019: Olla (korte film)
- 2021: H24 (televisieserie, aflevering 12)
- 2024: September Says

## Theater
- Faust van Goethe (Athene 2008)
- Alkestis van Euripides (Athene 2009)
- Platonov van Tsjechov door Yorgos Lanthimos (Athene 2011)

## Prijzen en nominaties
De belangrijkste:
| Jaar | Prijs                    | Categorie                 | Genomineerde(n)            | Uitslag     |
| ---- | ------------------------ | ------------------------- | -------------------------- | ----------- |
| 2015 | César                    | Meilleur espoir féminin   | Fidelio, l'odyssée d'Alice | Genomineerd |
| 2015 | Prix Lumière             | Meilleur espoir féminin   | Fidelio, l'odyssée d'Alice | Genomineerd |
| 2014 | Filmfestival van Locarno | Beste actrice             | Fidelio, l'odyssée d'Alice | Gewonnen    |
| 2010 | Filmfestival van Venetië | Beste actrice (Volpi Cup) | Attenberg                  | Gewonnen    |